# Hostilianus

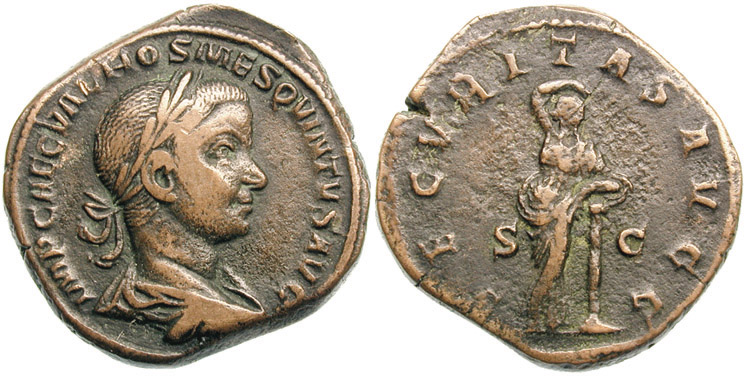

Hostilianus (död i november 251 i Rom i Italien) var romersk kejsare från december 250 till november 251.
Hostilianus utsågs till romersk kejsare av sin far Decius, som också hade givit sin andra son Herennius Etruscus denna titel. Hostilianus var ännu väldigt ung, och så förlorade han sin far och bror i juni 251 när de slogs mot goten Cniva.
Näste kejsare, Trebonianus Gallus, adopterade dock Hostilianus och lät honom vara medkejsare. Hostilianus drabbades dock av pesten och dog i november 251.